# EC 1.6.99
La EC 1.6.99 è una sotto-sottoclasse della classificazione EC relativa agli enzimi. Si tratta di una sottoclasse delle ossidoreduttasi che include enzimi che utilizzano NADH o NADPH come donatori di elettroni ed accettori di vario tipo.

## Enzimi appartenenti alla sotto-sottoclasse
| numero EC   | nome accettato               |
| ----------- | ---------------------------- |
| EC 1.6.99.1 | NADPH deidrogenasi           |
| EC 1.6.99.3 | NAD deidrogenasi             |
| EC 1.6.99.5 | NAD deidrogenasi (chinone)   |
| EC 1.6.99.6 | NADPH deidrogenasi (chinone) |